# 위성 (전한)
위성(魏聖, ? ~ ?) 또는 위평(魏平)은 전한의 제후로, 태상 위불해의 아들이다.

## 생애
위불해의 뒤를 이어 당도후(當塗侯)에 봉해졌고, 선제 옹립에 공을 세워 식읍이 2,200호로 늘어났다. 시호로 애(愛)를 받았고, 아들 위양이 뒤를 이었다.

## 출전
- 반고, 《한서》 권8 선제기·권17 경무소선원성공신표